# Премія «Золотий глобус» за найкращу музику до фільму
Премія «Золотий глобус» за найкращу музику у художньому фільмі — престижна нагорода Голлівудської асоціації іноземної преси, яку вручають композиторам за найкращий оригінальний музичний супровід до художнього фільму.
Вперше нагородження відбулось на 5-й церемоннії вручення нагрод у 1948 році, коли перемогу отримав композитор Макс Стайнер за музику до фільму «Життя з батьком». Відтоді премію присуджували щорічно, окрім проміжку часу між 1954 та 1959 роками.
Нижче наведений повний список переможців і номінантів.
Імена переможців виділені окремим кольором.

## 2000—2009
| Рік  | Премія | Переможці та номінанти                                                 |
| ---- | ------ | ---------------------------------------------------------------------- |
| 2000 | 57-ма  | • «Легенда про піаніста» — Енніо Морріконе                             |
| 2000 | 57-ма  | • «Краса по-американськи» — Томас Ньюман                               |
| 2000 | 57-ма  | • «Прах Анджели» — Джон Вільямс                                        |
| 2000 | 57-ма  | • «Анна та король» — Джордж Фентон                                     |
| 2000 | 57-ма  | • «Кінець роману» — Майкл Наймен                                       |
| 2000 | 57-ма  | • «Із широко заплющеними очима» — Жоселін Пук                          |
| 2000 | 57-ма  | • «Своя людина» — Ліза Джеррард, Пітер Бурк                            |
| 2000 | 57-ма  | • «Проста історія» — Анджело Бадаламенті                               |
| 2000 | 57-ма  | • «Талановитий містер Ріплі» — Габрієль Яред                           |
| 2001 | 58-ма  | • «Гладіатор» — Ганс Ціммер, Ліза Джеррард                             |
| 2001 | 58-ма  | • «Усі вродливі коні» — Ларрі Пекстон, Марті Стюарт, Крістін Вілкінсон |
| 2001 | 58-ма  | • «Шоколад» — Рейчел Портман                                           |
| 2001 | 58-ма  | • «Тигр підкрадається, дракон ховається» — Тан Дун                     |
| 2001 | 58-ма  | • «Малена» — Енніо Морріконе                                           |
| 2001 | 58-ма  | • «Сонячне світло» — Моріс Жарр                                        |
| 2002 | 59-та  | • «Мулен Руж!» — Крейг Армстронг                                       |
| 2002 | 59-та  | • «Ігри розуму» — Джеймс Горнер                                        |
| 2002 | 59-та  | • «Штучний розум» — Джон Вільямс                                       |
| 2002 | 59-та  | • «Алі» — Ліза Джеррард, Пітер Бурк                                    |
| 2002 | 59-та  | • «Володар перснів: Хранителі Персня» — Говард Шор                     |
| 2002 | 59-та  | • «Малголленд Драйв» — Анджело Бадаламенті                             |
| 2002 | 59-та  | • «Перл-Гарбор» — Ганс Ціммер                                          |
| 2002 | 59-та  | • «Корабельні новини» — Крістофер Янг                                  |
| 2003 | 60-та  | • «Фріда» — Еліот Голденталь                                           |
| 2003 | 60-та  | • «25-та година» — Теренс Бланшард                                     |
| 2003 | 60-та  | • «Далеко від раю» — Елмер Бернстайн                                   |
| 2003 | 60-та  | • «Паркан від кролів» — Пітер Гебріел                                  |
| 2003 | 60-та  | • «Години» — Філіп Ґласс                                               |
| 2004 | 61-ша  | • «Володар перснів: Повернення короля» — Говард Шор                    |
| 2004 | 61-ша  | • «Велика риба» — Денні Ельфман                                        |
| 2004 | 61-ша  | • «Холодна гора» — Габрієль Яред                                       |
| 2004 | 61-ша  | • «Дівчина з перлинною сережкою» — Александр Деспла                    |
| 2004 | 61-ша  | • «Останній самурай» — Ганс Ціммер                                     |
| 2005 | 62-га  | • «Авіатор» — Говард Шор                                               |
| 2005 | 62-га  | • «Чарівна країна» — Ян Качмарек                                       |
| 2005 | 62-га  | • «Крихітка на мільйон доларів» — Клінт Іствуд                         |
| 2005 | 62-га  | • «На узбіччі» — Рольф Кент                                            |
| 2005 | 62-га  | • «Іспанська англійська» — Ганс Ціммер                                 |
| 2006 | 63-тя  | • «Мемуари гейші» — Джон Вільямс                                       |
| 2006 | 63-тя  | • «Горбата гора» — Густаво Сантаолалья                                 |
| 2006 | 63-тя  | • «Кінг-Конг» — Джеймс Ньютон Говард                                   |
| 2006 | 63-тя  | • «Сиріана» — Александр Деспла                                         |
| 2006 | 63-тя  | • «Хроніки Нарнії: Лев, чаклунка та шафа» — Гаррі Греґсон-Вільямс      |
| 2007 | 64-та  | • «Розмальована вуаль» — Александр Деспла                              |
| 2007 | 64-та  | • «Вавилон» — Густаво Сантаолалья                                      |
| 2007 | 64-та  | • «Номад» — Карло Сіліотто                                             |
| 2007 | 64-та  | • «Код да Вінчі» — Ганс Ціммер                                         |
| 2007 | 64-та  | • «Фонтан» — Клінт Мансел                                              |
| 2008 | 65-та  | • «Спокута» — Даріо Мар'янеллі                                         |
| 2008 | 65-та  | • «Східні обіцянки» — Говард Шор                                       |
| 2008 | 65-та  | • «Грейс більше немає» — Клінт Іствуд                                  |
| 2008 | 65-та  | • «Тепер я йду у дику далечінь» — Майкл Брук, Едді Веддер, Кейкі Кінг  |
| 2008 | 65-та  | • «Той, що біжить за вітром» — Альберто Іглесіас                       |
| 2009 | 66-та  | • «Мільйонер із нетрів» — Алла Ракха Рахман                            |
| 2009 | 66-та  | • «Підміна» — Клінт Іствуд                                             |
| 2009 | 66-та  | • «Загадкова історія Бенджаміна Баттона» — Александр Деспла            |
| 2009 | 66-та  | • «Виклик» — Джеймс Ньютон Ховард                                      |
| 2009 | 66-та  | • «Фрост проти Ніксона» — Ганс Ціммер                                  |

## 2010—2019
| Рік  | Премія | Переможці та номінанти                                                 |
| ---- | ------ | ---------------------------------------------------------------------- |
| 2010 | 67-ма  | • «Вперед і вгору» — Майкл Джаккіно                                    |
| 2010 | 67-ма  | • «Самотній чоловік» — Абель Корженевскі                               |
| 2010 | 67-ма  | • «Аватар» — Джеймс Горнер                                             |
| 2010 | 67-ма  | • «Інформатор» — Марвін Гамліш                                         |
| 2010 | 67-ма  | • «Там, де живуть Чудовиська» — Карен О, Картер Бервелл                |
| 2011 | 68-ма  | • «Соціальна мережа» — Трент Резнор, Аттікус Росс                      |
| 2011 | 68-ма  | • «127 годин» — Алла Ракха Рахман                                      |
| 2011 | 68-ма  | • «Аліса у Дивокраї» — Денні Ельфман                                   |
| 2011 | 68-ма  | • «Початок» — Ганс Ціммер                                              |
| 2011 | 68-ма  | • «Король говорить!» — Александр Деспла                                |
| 2012 | 69-та  | • «Артист» — Людовік Бурсе                                             |
| 2012 | 69-та  | • «Дівчина з тату дракона» — Трент Резнор, Аттікус Росс                |
| 2012 | 69-та  | • «Хранитель часу» — Говард Шор                                        |
| 2012 | 69-та  | • «Бойовий кінь» — Джон Вільямс                                        |
| 2012 | 69-та  | • «Ми. Віримо у кохання» — Абель Корженевський                         |
| 2013 | 70-та  | • «Життя Пі» — Майкл Данна                                             |
| 2013 | 70-та  | • «Анна Кареніна» — Даріо Маріанеллі                                   |
| 2013 | 70-та  | • «Арго» — Александр Деспла                                            |
| 2013 | 70-та  | • «Лінкольн» — Джон Вільямс                                            |
| 2013 | 70-та  | • «Хмарний атлас» — Том Тиквер, Джон Клімек, Ранхольд Гайль            |
| 2014 | 71-ша  | • «Не згасне надія» — Алекс Еберт                                      |
| 2014 | 71-ша  | • «12 років рабства» — Ганс Ціммер                                     |
| 2014 | 71-ша  | • «Книжкова злодійка» — Джон Вільямс                                   |
| 2014 | 71-ша  | • «Гравітація» — Стівен Прайс                                          |
| 2014 | 71-ша  | • «Мандела: Довгий шлях до свободи» — Алекс Геффес                     |
| 2015 | 72-га  | • «Теорія всього» — Йоганн Йоганнссон                                  |
| 2015 | 72-га  | • «Бердмен» — Антоніо Санчес                                           |
| 2015 | 72-га  | • «Загублена» — Трент Резнор, Аттікус Росс                             |
| 2015 | 72-га  | • «Гра в імітацію» — Александр Деспла                                  |
| 2015 | 72-га  | • «Інтерстеллар» — Ганс Ціммер                                         |
| 2016 | 73-тя  | • «Мерзенна вісімка» — Енніо Морріконе                                 |
| 2016 | 73-тя  | • «Керол» — Картер Бьорвелл                                            |
| 2016 | 73-тя  | • «Дівчина з Данії» — Александр Деспла                                 |
| 2016 | 73-тя  | • «Легенда Г'ю Гласса» — Рюіті Сакамото, Алва Ното                     |
| 2016 | 73-тя  | • «Стів Джобс» — Деніел Пембертон                                      |
| 2017 | 74-та  | • «Ла-Ла Ленд» — Джастін Гурвіц                                        |
| 2017 | 74-та  | • «Прибуття» — Йоганн Йоганнссон                                       |
| 2017 | 74-та  | • «Приховані фігури» — Ганс Ціммер, Фаррелл Вільямс, Бенджамін Воллфіш |
| 2017 | 74-та  | • «Лев» — Дастін О'Галлоран, Гаушка                                    |
| 2017 | 74-та  | • «Місячне сяйво» — Ніколас Брітелл                                    |
| 2018 | 75-та  | • «Форма води» — Александр Деспла                                      |
| 2018 | 75-та  | • «Дюнкерк» — Ганс Ціммер                                              |
| 2018 | 75-та  | • «Примарна нитка» — Джонні Грінвуд                                    |
| 2018 | 75-та  | • «Секретне досьє» — Джон Вільямс                                      |
| 2018 | 75-та  | • «Три білборди за межами Еббінга, Міссурі» — Картер Беруелл           |
| 2019 | 76-та  | • «Перша людина» — Джастін Гурвіц                                      |
| 2019 | 76-та  | • «Чорна Пантера» — Людвіг Йоранссон                                   |
| 2019 | 76-та  | • «Острів собак» — Александр Деспла                                    |
| 2019 | 76-та  | • «Мері Поппінс повертається» — Марч Шейман                            |
| 2019 | 76-та  | • «Тихе місце» — Марко Бельтрамі                                       |

## 2020—2029
| Рік  | Премія | Переможці та номінанти                                   |
| ---- | ------ | -------------------------------------------------------- |
| 2020 | 77-ма  | • «Джокер» — Гільдур Ґуднадоттір                         |
| 2020 | 77-ма  | • «1917» — Томас Ньюман                                  |
| 2020 | 77-ма  | • «Маленькі жінки» — Александр Деспла                    |
| 2020 | 77-ма  | • «Шлюбна історія» — Ренді Ньюман                        |
| 2020 | 77-ма  | • «Сирота Бруклін» — Деніел Пембертон                    |
| 2021 | 78-ма  | • «Душа» — Трент Резнор, Аттікус Росс, Джон Батіст       |
| 2021 | 78-ма  | • «Манк» — Трент Резнор, Аттікус Росс                    |
| 2021 | 78-ма  | • «Новини світу» — Джеймс Ньютон Говард                  |
| 2021 | 78-ма  | • «Опівнічне небо» — Александр Деспла                    |
| 2021 | 78-ма  | • «Тенет» — Людвіґ Йоранссон                             |
| 2022 | 79-та  | • «Дюна» — Ганс Циммер                                   |
| 2022 | 79-та  | • «Французький вісник» — Александр Деспла                |
| 2022 | 79-та  | • «Енканто» — Лін-Мануель Міранда                        |
| 2022 | 79-та  | • «У руках пса» — Джонні Грінвуд                         |
| 2022 | 79-та  | • «Паралельні матері» — Альберто Іглесіас                |
| 2023 | 80-та  | • «Вавилон» — Джастін Гурвіц                             |
| 2023 | 80-та  | • «Фабельмани» — Джон Вільямс                            |
| 2023 | 80-та  | • «Банши Інішерина» — Картер Бервелл                     |
| 2023 | 80-та  | • «Піноккіо» — Александр Деспла                          |
| 2023 | 80-та  | • «Говорять жінки» — Гільдур Ґуднадоттір                 |
| 2024 | 81-ша  | • «Оппенгеймер» — Людвіг Йоранссон                       |
| 2024 | 81-ша  | • «Бідолашні створіння» — Ерскін Фендрікс                |
| 2024 | 81-ша  | • «Як ти живеш?» — Хісайсі Дзьо                          |
| 2024 | 81-ша  | • «Вбивці квіткової повні» — Роббі Робертсон (посмертно) |
| 2024 | 81-ша  | • «Людина-павук: Крізь Всесвіт» — Деніел Пембертон       |
| 2024 | 81-ша  | • «Зона інтересів» — Міка Леві                           |
| 2025 | 82-га  | • «Суперники» — Трент Резнор та Аттікус Росс             |
| 2025 | 82-га  | • «Конклав» — Гаушка                                     |
| 2025 | 82-га  | • «Дюна: Частина друга» — Ганс Циммер                    |
| 2025 | 82-га  | • «Бруталіст» — Деніел Блумберг                          |
| 2025 | 82-га  | • «Емілія Перес» — Клеман Дюколь та Каміль               |
| 2025 | 82-га  | • «Дикий робот» — Кріс Баверс                            |